# Kaptajn Black
Kaptajn Black, også kendt som Beauregard, er en fiktiv karakter i animeen og mangaen One Piece.

## Personlighed og bekendtskaber
Black har rollen som en ond hjerne og fortsætter One Pieces tradition med bemærkelsesværdigt grusomme fjender. Hans liv som pirat gjorde ham irriteret over tanken, at han altid ville blive jaget af marinen og dusørjægere. Han begyndte at længes efter et fredeligt liv uden disse bekymringer. Han kom til konklusionen, at hans bande var intet andet end marionetdukker; at pirater var barbarer, som stjal fra mennesker alene pga. deres grådighed; og at de var tåber, som intet kunne uden vejledning og anvisninger.
Som Beauregard var han tvunget til at opføre sig venligt for at virke som Miss Kayas pålidelige familiebutler og opsynsmand. Han indrømmede senere, at han afskyede at spille denne rolle i 3 år, og han sårede Kayas følelser rigtig meget i processen. Først fortalte han hende om sine glade minder, men knuste senere hendes hjerte, da han fortalte, at han måtte udholde det. Han gjorde nar af Usopps selvvalgte titel, kaldte Usopps handlinger lege, og så ham som noget, der ikke var vigtigere end et insekt.
Generelt er Black et geni af højeste kaliber (ifølge Oda har han den næsthøjeste IQ i East Blue) og hans planer er aldrig mislykkedes i fortiden. Han er en mesterstrateg og en dygtig kæmper, som kunne være blevet rigtig farlig, hvis han havde haft tapperheden til at klare et liv som pirat. Han tillagde sig selv meget høj værdi og mente, at ingen folk kunne leve op til hans standarder. Han var fuldstændig ligeglad med andres liv og ofrede, hvad der passede ham, for at opnå sit mål.

## Historie
Black var tidligere kendt som den frygtelige kaptajn af Black Cat-piraterne. Han var også kendt som superhjernen kaptajn Black for hans detaljerede planer, som aldrig gik i vasken. Men der kom tilbagegang; som tiden gik, blev han træt af at lægge planer for sine underordnede og konstant at blive jagtet af marinen. Han narrede kaptajn Morgan til at fange en anden pirat og henrette vedkommende, så alle troede, at kaptajn Black var død. Black ankom til en landsby, hvor han snart efter lagde en ny, detaljeret plan, så han kunne leve fredeligt med stor rigdom. Han brugte det falske navn Beauregard og levede i to år som butler for Kayas rige forældre, som ifølge ham selv døde en naturlig død, selvom mange fans har teorier om det modsatte. Han blev så den syge Kayas opsynsmand. Efter tre år kontaktede han sin gamle håndlanger, hypnotisøren Django, og arrangerede, at Black Cat-piraterne kunne belejre landsbyen, lade Kaya skrive et testamente, hvor hun overlod al sin rigdom til Black og derefter dræbe Kaya.
Planen gik galt, fordi Monkey D, Ruffy og Usopp overhørte Blacks samtale med Django om sine planer. Ruffy, Usopp, Lorenor Zorro og Nami kæmpede sammen mod Black Cat-piraterne. Usopp reddede Kaya fra Django i sidste øjeblik, Zorro besejrede brødrene Mjav og Ruffy besejrede kaptajn Black ved hjælp af en Gum-Gum-Klokke. Det vides ikke, om Black vil vende tilbage ligesom klovnen Buggy.

## Evner
Kaptajn Black bruger våben kaldet kattekløer; pelsklædte handsker med meget lange katana-klinger for enden af hver finger. Han er utrolig hurtig og næsten usynlig. Han er også berømt for at lave fejlfrie planer (indtil han mødte Ruffy).
Derudover har kaptajn Black overmenneskelig hurtighed, som gør hans angreb endnu mere effektive. Han bevæger sig så hurtigt, at han kun kan identiceres som en sløret skikkelse eller af skaden, hans angreb giver. Han bruger primært et specialangreb kaldet Dødspuklen, som tillader ham at piske igennem et stort område og ramme og dræbe, hvad han helt tilfældigt kommer forbi, med sine kløer; dette kan også gå ud over hans egen bande. 
Kaptajn Black skubber ofte sine briller på plads med bagsiden af sin hånd – en teknik, han har brugt siden sine kronede piratdage, fordi det ville være umuligt at skubbe dem op med fingrene, når han bærer kattekløerne. Ifølge Django har kaptajn Black ikke glemt, hvordan man dræber; selv efter et fredeligt, roligt liv i 3 år.